# Kinder der Revolution
Kinder der Revolution è un film muto del 1923 diretto da Hans Theyer.

## Produzione
Il film fu prodotto dalla Sascha-Film del conte Alexander Kolowrat.

## Distribuzione
La prima del film si tenne a Vienna il 2 febbraio 1923.